# Abbauer
Als Abbauer bezeichnete man im 18. Jahrhundert in einer von Grundherrschaft geprägten Agrarverfassung Norddeutschlands eine Klasse von Bauern, die kein erbliches dingliches Nutzungsrecht an der Allmende hatten. Sie waren keine Gemeindemitglieder und konnten die Gemeindeangehörigkeit auch nicht erwerben.
Abbauern besaßen keine eigene Hofstelle, sondern hatten auf einer fremden Hofstelle ein Wohnrecht. Sie ließen sich zwar auf einem von einem Hofe abgetrennten Stück nieder, was aber in der Regel nicht zur Teilung der Mutterhofstelle führte. Die Nutzung durch den Abbauern bedeutete nur ein insoweit eingeschränktes Nutzungsrecht des Bauern an seiner Hofstelle.
Die Ab- und Anbauer standen am unteren Ende der dörflichen Sozialstruktur. Ihre Ansiedlung musste von der Domanialkammer und der Gemeinde genehmigt werden. Da sie über kein eigenes Land verfügten, konnten sie ihren Lebensunterhalt nicht durch die Landwirtschaft bestreiten. Ihren Unterhalt bestritten sie als Handwerker, Hausierer, Händler oder Landarbeiter oder sie verrichteten als Gegenleistung für ihr Wohnrecht bestimmte Naturaldienste für den Hofbesitzer wie die Spannhilfe.
Abbauern unterschieden sich von Anbauern nur in der Herkunft ihrer Grundstücke. Abbauer ließen sich auf privatem Grund nieder. Anbauer errichteten ihre Stelle auf Boden, der Gemeineigentum war. 
In den Kirchbüchern von Nordhausen-Salza in Nordthüringen sind die Strukturen aufgeführt. Im Gegensatz zu den Alteingesessen, welche auch als Alte Nachbarn bezeichnet wurden, nannte man die ersten fremden Siedler dort Colonisten. Diese Menschen kamen aus anderen Gebieten und wurden in Preußen durch Unterstützung Friedrichs des Großen in sogenannten Kolonien angesiedelt. Spätere Neusiedler wurden ab 1778 Anbauer, dann Neue Anbauer genannt. Die große Anzahl von neuen Siedlern führte schnell zu Unruhen unter den Alteingesessenen, welche eine besondere Stellung im Ort besaßen. Dazu gehörte z. B. auch der feste Sitzplatz in der viel zu kleinen Kirche, welcher im Kirchenstuhlverzeichnis festgehalten wurde. In Salza wurde mit Unterstützung des preußischen Königs die alte Kirche niedergelegt und eine neue größere errichtet, die alte Einwohner und neue Siedler gemeinsam nutzten.